# Numeracja grobów w Dolinie Królów
Numeracja grobowców w Dolinie Królów została zaproponowana przez Johna Gardnera Wilkinsona w 1827 roku. Wtedy ponumerowano pierwsze odkryte już groby, rozpoczynając od wejścia do Doliny w kierunku wschodnim. Było to 21 grobowców. Następnym, od numeru 22 do 63 (ostatni według danych z lutego 2006 r.) numery przydzielano kolejno według daty odkrycia. Numery poprzedzone są oznaczeniami: KV – część wschodnia Doliny i WV – część zachodnia. Podobnie postąpiono w Dolinie Królowych (numerację poprzedzono symbolem QV oraz nadano numer skrytce znalezionej w Deir el-Bahari DB – 320). 

## Spis grobów królewskich
- KV1 – Ramzes VII
- KV2 – Ramzes IV
- KV3 – niedokończony grób syna Ramzesa III
- KV4 – Ramzes XI
- KV5 – synowie Ramzesa II
- KV6 – Ramzes IX
- KV7 – Ramzes II
- KV8 – Merenptah
- KV9 – Ramzes V i Ramzes VI (zwany też grobem Memnona)
- KV10 – Amenmes (Amenemes)
- KV11 – Ramzes III
- KV12 – nieznany
- KV13 – Baj, dostojnik dworu Siptaha
- KV14 – Tauseret
- KV15 – Seti II
- KV16 – Ramzes I
- KV17 – Seti I
- KV18 – Ramzes X
- KV19 – syn Ramzesa IX
- KV20 – Totmes I
- KV21 – nieznany
- WV22 – Amenhotep III
- WV23 – Aj (Ay II)
- WV24, WV25, KV26-KV32 – nieznane
- KV33 – Totmes II
- KV34 – Totmes III
- KV35 – Amenhotep II i skrytka dla innych mumii
- KV36 – urzędnik Totmesa IV
- KV37 – nieznany
- KV38 – początkowo Totmes I
- KV39 – KV42 – nieznane
- KV43 – Totmes IV
- KV45 – Userhet
- KV46 – Juja I Czuju – rodzice Teje
- KV47 – Siptah
- KV48 – wezyr
- KV49 – nieznany
- KV50, KV51, KV52 – mumie zwierząt
- KV53 – nieznany
- KV54 – skrytka Tutanchamona
- KV55 – skrytka amarneńska (lub Semenechkare)
- KV56 – córka Seti II
- KV57 – Horemheb
- KV58, KV61 – nieznane
- KV62 – Tutanchamon
- KV63 – odkryty w połowie lutego 2006.
- KV64 – pierwotny właściciel nieznany; grób użyty powtórnie przez śpiewaczkę Amona Nehmes Bastet; odkrycie grobu ogłoszono 15 stycznia 2012.
- KV65 – nieznane

## Numeracja wDolinie Królowych
- QV1-QV7 – nieznane
- QV8 – książę Hori
- QV9-QV16 – nieznane
- QV17 – księżniczki Meritre i Urmerutes
- QV18-QV29 – nieznane
- QV30 – Nebri
- QV31, QV32 – nieznane
- QV33 – królowa Temedżemet
- QV34-QV37 – nieznane
- QV38 – królowa Sitre, żona Ramzesa I
- QV39-QV41 – nieznane
- QV42 – syn i żona Ramzesa III
- QV43 – Pareherwenemef, syn Ramzesa III
- QV44 – Keamweset, syn Ramzesa III
- QV45 – grób niedokończony
- QV46 – Imhotep, dostojnik dworu Totmesa I
- QV47 – księżniczki z XVII dynastii
- QV48-QV50 – nieznane
- QV51 – Isistahemdżeret, żona Ramzesa III
- QV52 – królowa Titi
- QV53 – syn Ramzesa III
- QV54 – niedokończony
- QV55 – Amonherchopszef, syn Ramzesa III
- QV56-QV59 – nieznane, niedokończone
- QV60 – królowa Nebettaui
- QV61-QV65 – nieznane
- QV66 – królowa Nefertari, żona Ramzesa II
- QV67 – nieznany
- QV68 – królowa Meritamon
- QV69 – nieznany
- QV70 – Nehesi
- QV71 – królowa Bint-Anat
- QV72 – książę Baki i księżniczka Hatneferet
- QV73 – księżniczka Henuttawi
- QV74 – królowa Dautentopet
- QV75 – królowa Henutmire
- QV76 – księżniczka Meritre
- QV77-QV79 – nieznane
- QV80 – królowa Tui
- QV81 – Heka
- QV82 – książęta Minemhat i Amenhotep
- QV83-QV87 – nieznane i niedokończone
- QV88 – książę Ahmose
- QV89-QV95 – nieznane lub niedokończone